# 九七式戰鬥機
中島九七式戰鬥機（盟軍代號「Nate」、簡稱作「九七戰」，編號為Ki-27）是中岛飞机為日本帝國陸軍設計，在1930年代後期所生產之低單翼、固定式起落架、單發動機战斗机，也是日本陆军装备的第一种下单翼结构战斗机。九七式因為一式戰鬥機研製延宕之故，在太平洋战争初期仍為主力戰機，广泛於南洋戰場和同盟國交戰。但在一式戰鬥機量產後很快地就退居二線轉任高級教練機用途，戰爭末期也用於自殺特攻。

## 簡介
1935年，日本帝國陸軍的空戰主力仍為雙翼機，但很快地就從海軍標案研發的新銳戰機九六式艦上戰鬥機獲得劇烈震撼，因此要求三菱運用同等級技術為陸軍開發新機型；三菱將九試單戰略作改良後推出了Ki-18戰鬥機。但陸軍審查後認為技術上仍有不穩定之處，主要是立川航空技研改良的壽發動機妥善率不如期望，因此陸軍決定量產的機型仍是以穩定性優先的雙翼機－川崎重工研發的Ki-10（九五式戰鬥機）。但陸軍並沒放棄單翼機設計，在1936年4月對三菱、川崎、中島三家飛機製造公司發出指示，要求它們研發低單翼的單發動機型戰鬥機。
三家公司推出的機型稱為Ki-27（中島）、Ki-28（川崎）、Ki-33（三菱、由九六艦戰改造）；相較於中島及川崎，三菱對於在Ki-18時遭到陸軍審查刁難仍耿耿於懷，推出的Ki-33也沒有與九六艦戰太多改良，在總和性能上不如前兩家因此率先遭到淘汰。1937年2月，中島及川崎的機型進入第二次審查；Ki-28在飛行性能上較為出色，但液冷式發動機的妥善率在審查途中就一直備受質疑，陸軍內部也無法平抑各方意見；在1937年7月爆發盧溝橋事變後，因戰事所需要求陸軍加速審查進度，審查人員最終仍是以保守穩定的取向選擇機型，因此1937年9月審查結束後是由中島Ki-27獲選。Ki-27隨後被定名為九七式戰鬥機。量產除中島公司外，另發包給立川飞行机和滿洲飛行機製造代工，总产量约3,386架。
由於使用固定式起落架，與它國1937年末期推出的主力機種比較，九七式的極速表現遠遜於國際標準；雖然在水平機動性上有極為優越的表現，被稱為「终极的轻型战斗机」；但帝國陸軍理解這個得標決策只是暫定，在國際主流的飛機越來越快、火力越來越強的情況下，需要有更新式的重武裝戰鬥機，在1937年底便開啟下一代的戰鬥機研發，開始了「重戰」與「輕戰」之路線摸索。
九七式戰鬥機和海軍的九六式艦上戰鬥機同為二次大戰初期日軍主力戰鬥機，兩者外表也極為相似，最大的不同是九七式採用封閉式駕駛艙而有座艙蓋而九六式採用開放式駕駛艙而無座艙蓋。

## 主要型号
由于Ki-27的发展潜力有限，所以各种改进型号只是在细节上略有不同。

### Ki-27甲

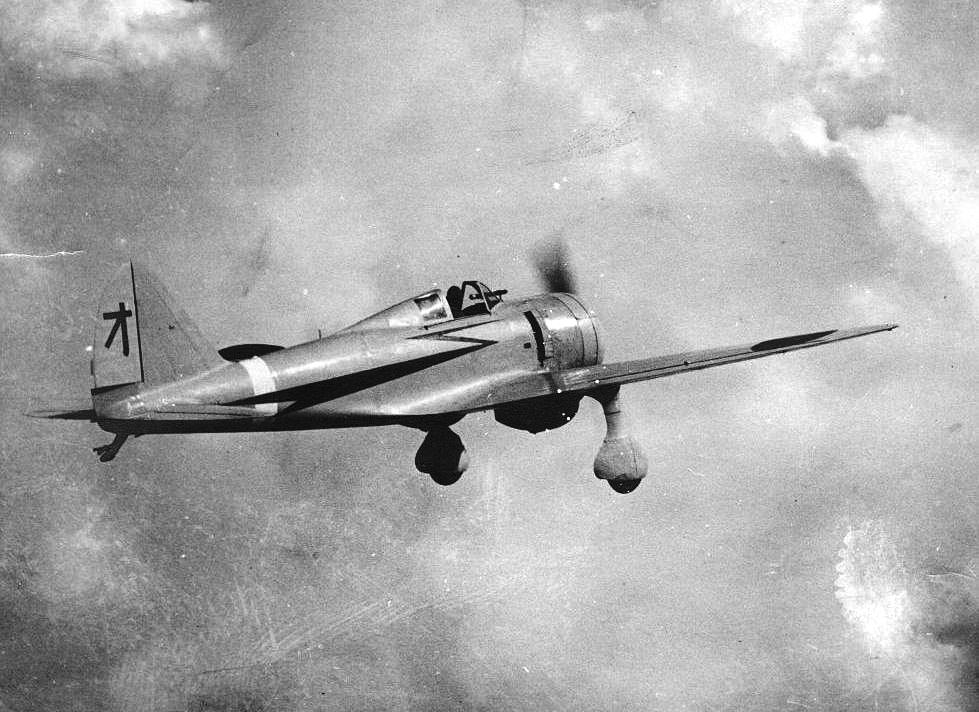
九七式甲型

基本型，九七式甲型後方的駕駛艙祇有左右兩側各一塊小玻璃窗，其餘是鋁材，這令其後方視野不佳，九七式甲型共生產了565架。

### Ki-27乙

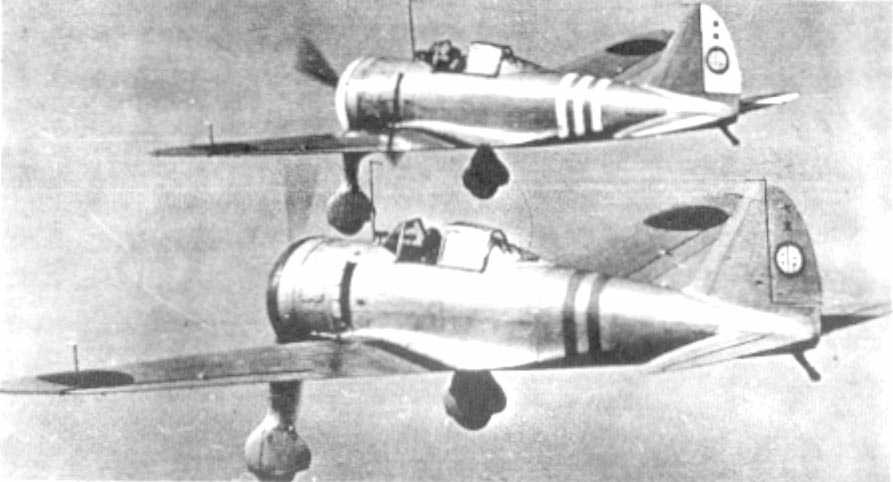
日本陸軍明野飛行學校的九七式乙型

改动主要集中在引擎罩，滑油散热器和座舱罩的设计上，后者使得Ki-27成为世界上第一种采用水滴型座舱罩的飞机。同时，该型号在机身下方增设了挂架，可以选择挂载四枚25公斤炸弹或是两个容量为133升的辅助燃料箱。约有四分之一的乙型飞机装备了九六式丙型无线电收发报机，还有些飞机用尾轮替代了原先所使用的尾橇。

## 作戰紀錄

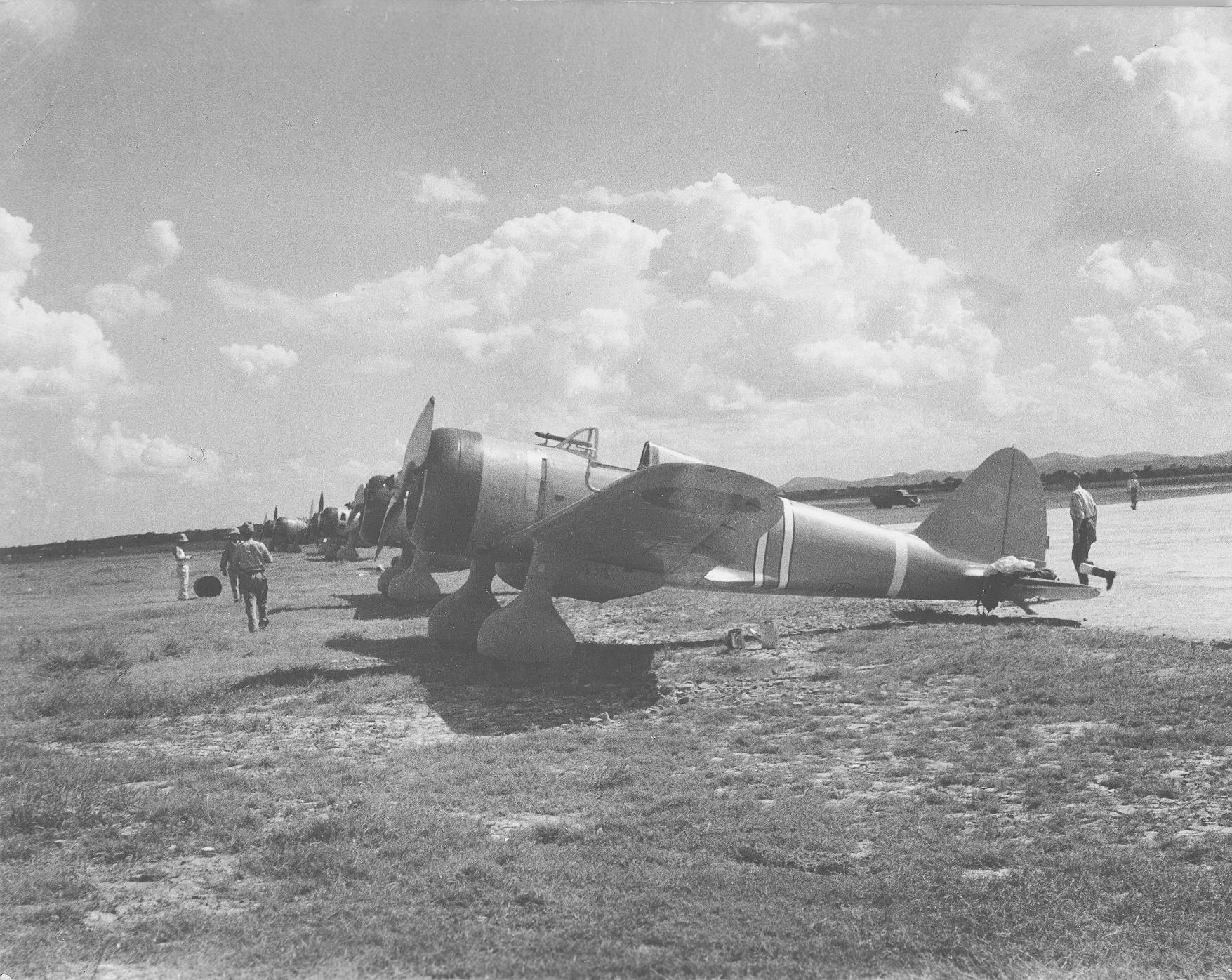
在中國戰場的九七式戰鬥機

九七式戰鬥機在1938年開始配發前線部隊，在中日戰爭初期和九六式艦上戰鬥機一樣是侵華日軍主力戰鬥機；在漢口機場，日本陸軍與海軍曾分別派出自己的精銳使用九七式及九六式執行模擬戰，九六艦戰的爬升速度、極速、格鬥性能仍優於九七式戰鬥機，縱使海軍飛行員有較陸軍豐富的空戰經驗，但機種的性能貧乏已為不爭事實。
由於最初任務分配，陸軍的九七式主要是掩護陸軍轟炸機在長江以北戰場使用，交戰地點為蘭州等內陸地區，在中國戰場配備的部隊包括第5飛行戰隊、第11飛行戰隊、第13飛行戰隊、第59飛行戰隊、第64飛行戰隊等；也與中華民國空軍和蘇聯航空志願隊的I-15以及I-16戰鬥機交戰，但未曾出現過全面的空中優勢。

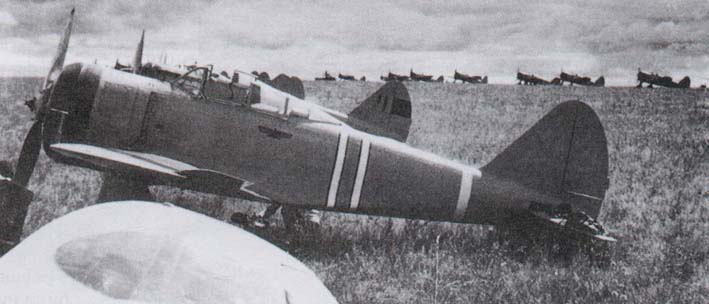
諾門罕戰役的九七式戰鬥機，為64飛行戰隊所屬的九七式戰鬥機乙型

1939年，日本和蘇聯在諾門罕戰役中爆發了大規模空戰，日本陸航的交戰對手是蘇聯空軍的I-153以及I-16戰鬥機，戰役又可細分成兩次衝突。日本宣稱在戰役期間擊落了蘇聯1,252架飛機（蘇聯資料中被擊落的飛機僅有200架），而日本陸軍承認損失是遭擊落與重損共157架（未歸還機與被擊落機64架，其中九七戰51架，53名駕駛戰死）。比起蘇聯，日本的飛行機耗損達到參戰機的6成。
諾門罕戰役中，九七式的良好迴轉性獲得證明並在初期與蘇軍對戰時獲得優勢，在這場戰役中也誕生了幾位王牌飛行員；包括號稱擊落58架蘇機的篠原弘道少尉、樫出勇少尉、岩橋讓三上尉等人。日軍聲稱的空戰戰果多是在第一階段衝突時締造，第二次階段衝突時蘇聯將參與過西班牙內戰的第7、22、41、51戰鬥機團調來遠東作戰後，日軍飛行員的經驗優勢就被抵銷。此外第二階段衝突時蘇聯配備的I-16是加裝了防彈裝甲與施瓦克機砲的中期量產版本，搭配一擊脫離戰術，已經開始有效的剋制以水平迴轉攻擊的空戰戰術，且I-16駕駛座後方裝配防彈鋼板，即使遭尾追攻擊飛官不會被輕易擊斃，蘇聯戰機較好的生存力讓有經驗的飛官可以持續作戰，也帶給日軍老練飛行員更多的傷亡；日本陸軍檢討空戰教訓察覺到己方飛行員的高折損率，並意識到戰鬥機防護設備（駕駛座防彈裝甲、防彈玻璃、自封油箱）不能輕忽，且飛機後勤不能倚賴固定基地，開始將保修單位和實戰單位編制分流（空地分離）改善部隊調度彈性；但對於空戰理論則較無建樹，輕型戰鬥機的運動性優勢飛行員相對滿意，在陸軍內逐漸變型為「輕戰至上主義」，後續新型戰機開發仍優先考量飛行機動性，對後續日軍的戰機開發帶來不利的結果。
不過，九七式的實戰教訓大多數都有被日軍採納，尤其在作戰中無法有效攔截7,000公尺飛行高度的SB轟炸機成為日軍大患，高空飛行性能亟待改善，機槍的火力不足受到飛行員詬病，包括防護力堪憂、速度與武裝得需再加強，都給一式戰鬥機許多的經驗反饋；不過也因為一式戰鬥機開發延宕，九七式仍在帝國陸軍維持一段時間的主力戰機地位，直到1942年中才退出前線。
退出前線後，因九七式戰鬥機的優秀操控性，後方把它改用在飛行訓練，稱為九七式戰鬥教練機，隨後更以現役機身改造為雙座機，為二式高級教練機。二式高級教練機除了訓練任務也擔任連絡機運用。戰爭末期，九七式和二式教練機都有作為自殺特攻機的紀錄，在自殺攻擊時會攜帶250公斤炸彈出擊；不過因為引擎出力較小，飛機以高荷重起飛時需要長時間維持最大轉速運轉，發生許多起因為潤滑油超載燃燒因此被迫放棄起飛而無法執行任務的事情。

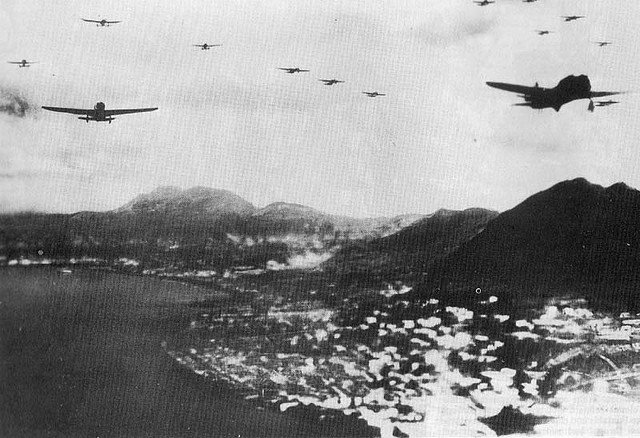
1941年香港戰役期間，日軍戰鬥機當中可見有九七式戰鬥機參戰

1941年，香港戰役都有九七式戰鬥機參與，12月25日，駐港英軍和加拿大軍向日軍投降，香港三年零八個月期間，進駐啟德機場的日軍飛機當中當然也有九七式戰鬥機，由於作為其後繼的一式戰鬥機「隼」在太平洋戰爭初期祇有56架，故在馬來亞戰役期間仍有大批九七式參戰，當時盟軍飛行員所講「遭遇零戰」，也包括遭遇九七式，之後九七式逐漸淡出前線。
最後一起可考的九七式作戰（自殺特攻）發生在1945年7月26日，由獨立第107飛行團下的第三教育飛行隊編湊的七生昭道隊（3架九七式，駕駛員徳永勇夫士官長、山本玄治士官長、大村俊郎下士）在無掩護機的伴隨下對英國皇家海軍遠東艦隊發動攻擊。1架在途中遭攔截機擊落，1架攻擊了阿米爾號護衛航空母艦、另1架則撞擊了維斯塔爾號掃雷艦，阿米爾號因這次攻擊負傷後撤、維斯塔爾號則在失去控制後自沉。
除了日軍以外，太平洋戰爭中後期日軍戰機更新後，退役的九七式有部分交給了滿洲國和泰國，並在空戰時曾經擊落過1架P-51野馬戰鬥機（1944年11月11日，美國第14航空隊第51戰鬥機大隊第25中隊所屬P-51C，駕駛員2nd Lt.Henry Francis Minco）。抗戰勝利後，包括中華民國政府和中國共產黨也從日本佔領區接收或修復出一定數目的九七式戰鬥機，但都沒有作為戰鬥編組運用，而是以訓練居多。

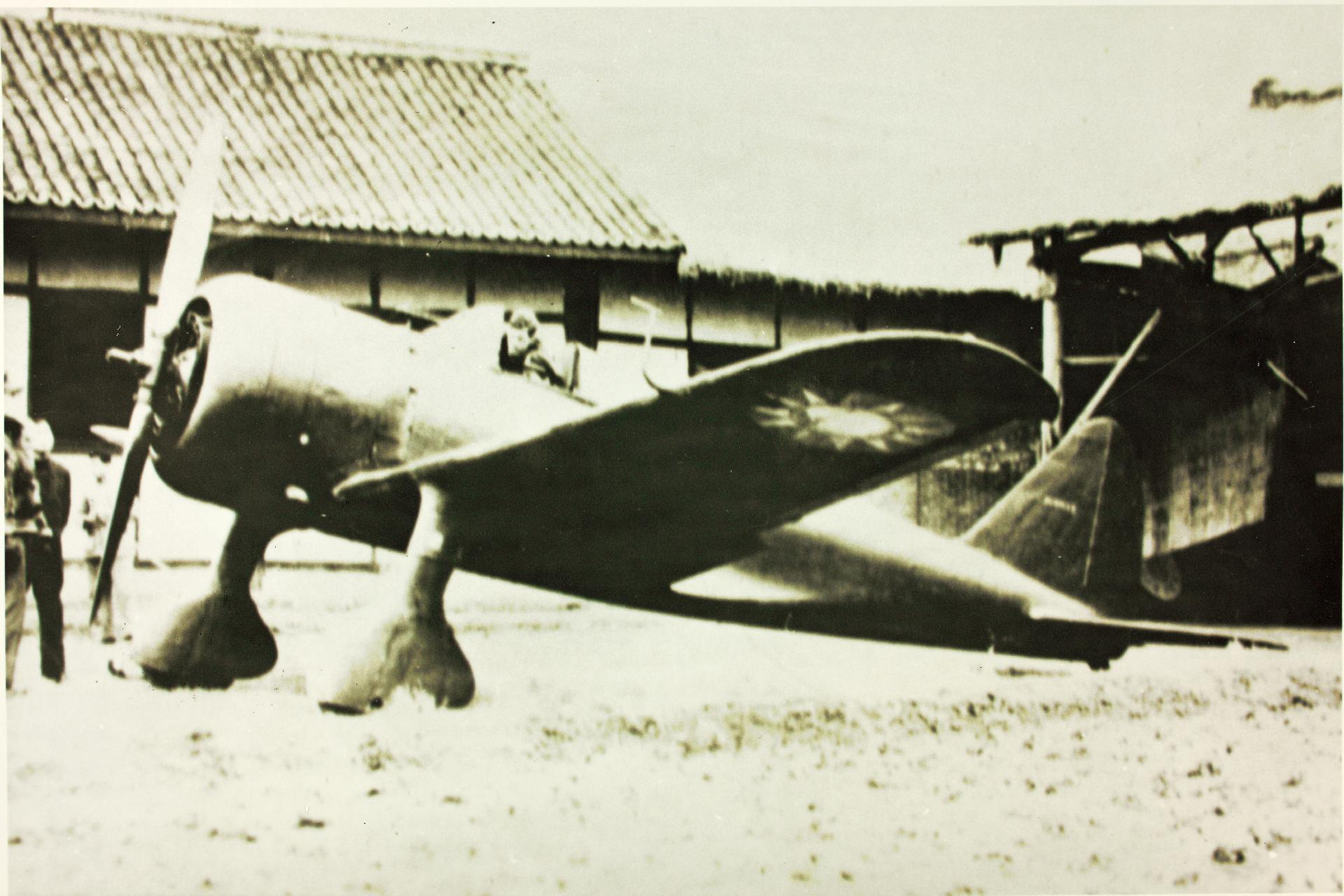
中華民國空軍的九七式戰鬥機，為戰爭中擄獲

## 流行文化
九七式戰鬥機出現的電影和電視劇相比其他日軍飛機比較少，比較有名的例如:
- 荒野的壽飛行隊

動畫中拉哈瑪自警隊所裝備的主力機型
- 太行山上

片中作為日軍主力戰鬥機，當中九七式的飛行鏡頭擬為電腦動畫，而九七式在電腦遊戲出現也比較少，比較有名的例如:
- 太平洋空戰英雄
- 戰爭雷霆
- 應徵入伍

1. ↑  .   [2020-02-01]. （原始内容存档于2020-02-01）.